# Rolf Busch (Regisseur)
Rolf Busch (* 15. Juni 1933 in Hamburg; † 2. Juli 2014 ebenda) war ein deutscher Fernseh- und Hörspielregisseur.

## Leben

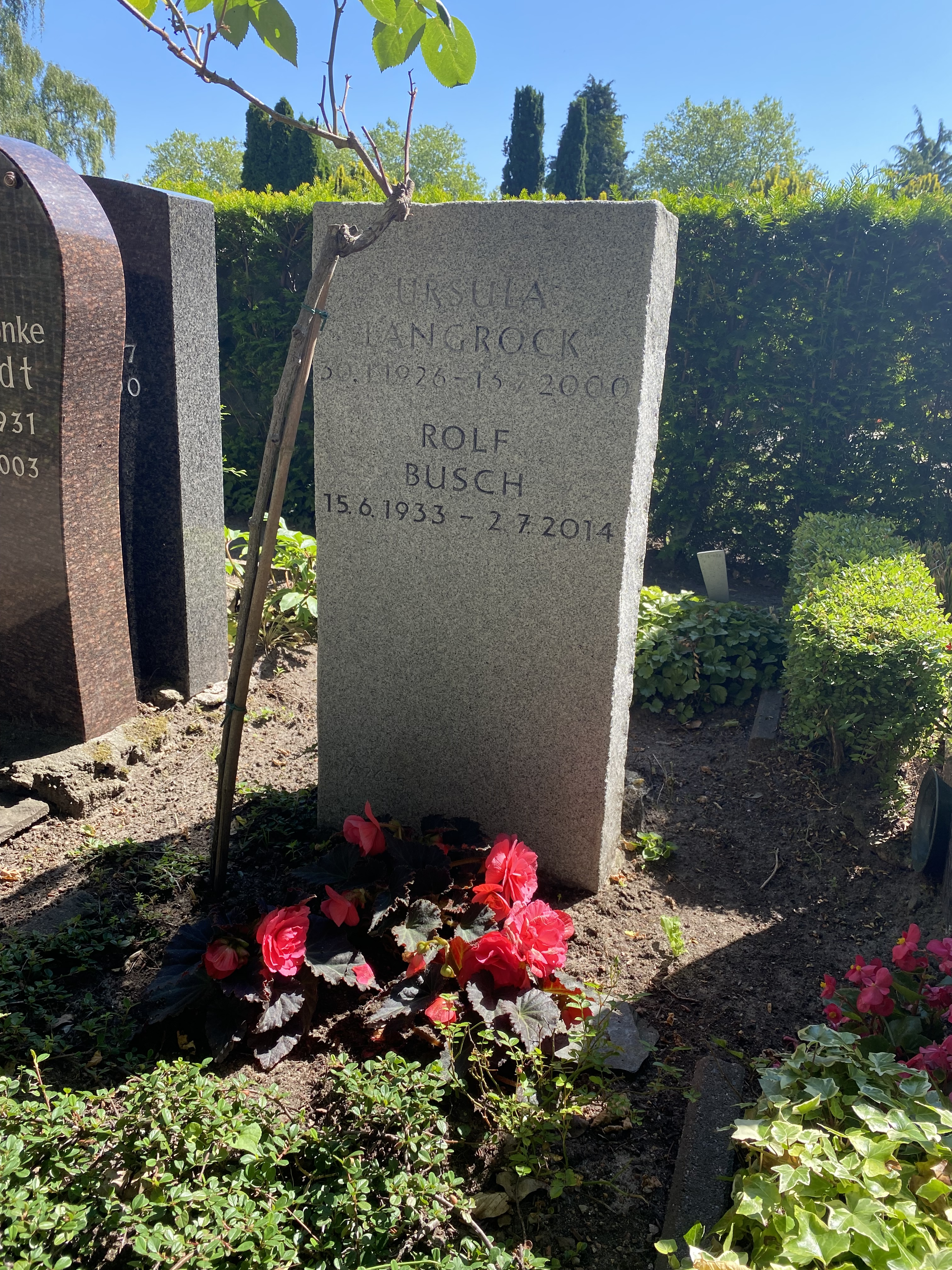
Grabstätte

Rolf Busch absolvierte nach dem Abitur eine kaufmännische Lehre, daran anschließend studierte er in seiner Geburtsstadt Literaturwissenschaft. Zunächst als Regieassistent an den Hamburger Kammerspielen tätig, kam er 1961 zum Norddeutschen Rundfunk (NDR) und arbeitete als Regie- und Dramaturgieassistent bei Egon Monk, später wirkte er als freier Regisseur in Hamburg und Baden-Baden. Daneben inszenierte er auch Hörspielproduktionen für verschiedene Rundfunkanstalten.
Buschs Werke bemühten sich um Aufklärung und sprachlichen Realismus. In Das letzte Kapitel wird die Beziehung zwischen einem Kriminalbeamten und einem entlassenen Einbrecher geschildert, in Standgericht – nach einem Drehbuch von Maria Matray und Answald Krüger – geht es um ein Fehlurteil aus der Zeit des Nationalsozialismus, das in den 1950er-Jahren nicht revidiert wird. Wie ein Hirschberger Dänisch lernte ist ein historisches Drama über die Errettung von Juden in Dänemark, während Gerhard Langhammer und die Freiheit die Erfahrungen eines DDR-Grenzsoldaten nach dessen Flucht in die Bundesrepublik schildert.
Rolf Busch war bis zu deren Tod mit der Schauspielerin Ursula Langrock (1926–2000) in deren zweiter Ehe verheiratet. Er verstarb 81-jährig in Hamburg und wurde neben seiner Frau auf dem dortigen Friedhof Bernadottestraße im Stadtteil Ottensen beigesetzt.

## Filmografie (Auswahl)
- 1964: Furcht und Elend des Dritten Reiches – Rechtsfindung
- 1965: Das letzte Kapitel
- 1966: Standgericht
- 1967: Gerhard Langhammer und die Freiheit
- 1968: Wie ein Hirschberger Dänisch lernte
- 1969: Immer bloß Fahrstuhl ist blöde
- 1969: Transplantation
- 1971: Vier Tage unentschuldigt
- 1972: Zeitaufnahme
- 1973: Nullpunkt
- 1974: Trotzki in Coyoacan
- 1976: Stammgäste
- 1979: Die Beförderung
- 1981: Der Tisch
- 1981: Zwei Freunde in Preußen
- 1983: In der Sackgasse (auch Drehbuch)
- 1984: Lenin in Zürich
- 1985: Ami Go Home oder Der Fragebogen
- 1986: Der Antrag

## Hörspiele
- 1973: Walter Aue: Tate & Tate – NDR
- 1973: Toivo Lyytikäinen: Vorarbeiter – SDR
- 1973: Hans-Jürgen Fröhlich: Meine schöne verlassene liebe Hinterbliebene – NDR
- 1975: Wilhelm Diem: Zimmerlautstärke – NDR
- 1988: Michel Azama: Die Schleuse – SR
- 1991: Eugène Durif: Das Wäldchen – SR
- 2002: Esther Dischereit: Sommerwind und andere Kreise – Deutschlandradio